# Takakkawia lineata
Takakkawia (Lt "De Takakkaw")  es un género de esponja conocida por los restos hallados en el Burgess Shale, que alcanzó alrededor de 4 cm de altura. Su estructura consta de cuatro columnas de espículas múltiples, orgánicas (tal vez originalmente calcáreos o silíceos) que se alinean para formar bridas.  Las espículas forman estructuras como cuchillas, ornamentadas con anillos concéntricos.

## Nombre
Fue nombrado por Walcott en honor a las Catarata Takakkaw que marcan el inicio de la ruta de Ridge fósil. Se conocen 1377 ejemplares de Takakkawia, recuperados de la Gran Cama Phyllopod donde comprende 2,62% de la fauna de la zona.